# 斛律丰洛
斛律丰洛（518年—572年8月19日），太安郡狄那县（今山西省晋中市寿阳县）人，北魏、东魏、北齐官员。

## 生平
斛律丰洛年少时机智灵敏，尤其擅长射术，高欢见到后称赞他，斛律丰洛以高欢中外府参军事为起家官，出任亲信都督。武定七年（549年），高澄率军进攻西魏颍州，斛律丰洛有战功，封大夏县伯。天保元年（550年），齐文宣帝接收禅让建立北齐，斛律丰洛别封显亲县伯。天保四年（553年），斛律金回到晋阳，齐文宣帝亲临斛律金的住宅，设置酒宴，齐文宣帝诏令斛律丰洛出任武卫将军。齐文宣帝曾经设置酒宴招待群臣，酒喝得尽兴时，齐文宣帝命令群臣各自作诗。武卫将军斛律斛律丰洛吟咏说：“早晨也是喝酒到醉，晚上也是喝酒到醉。天天喝酒到醉，治国的方针大计没有次序。”齐文宣帝说：“斛律丰洛不曲意迎合，是好人。”之后斛律丰洛跟随父亲斛律金北征柔然，出任使持节、华州诸军事、华州刺史、领左右大将军、并省度支尚书。斛律丰洛又加仪同三司，食幹兰陵郡，出任使持节、齐州诸军事、齐州刺史，再出任车骑大将军、都官尚书、中领军，加开府仪同三司，外任使持节晋州诸军事、晋州刺史、行台尚书。之后斛律丰洛跟随齐文宣帝四处征讨，出任领军大将军，镇守河阳道。高演诛杀杨遵彦和燕子献的时候，对弟弟高湛说：“事成后，以你做皇太弟。”等到齐孝昭帝登基，册立儿子高百年为皇太子，高湛非常不平。皇建二年（561年），齐孝昭帝去了晋阳，高湛在邺城留守。齐孝昭帝任命领军厍狄伏连为幽州刺史，以斛律丰洛为领军，以分高湛的权。高湛留下厍狄伏连不让他上任，又不许斛律丰洛管理领军的事务。
河清三年（564年），斛律丰洛出任幽州、安州、平州、南营州、北营州、燕州六州牧、幽州诸军事、幽州刺史。同年秋，突厥十余万入侵幽州，斛律丰洛率领各位将领抵御。突厥望见齐军军威齐整，不敢交战，转而派遣使者议和。斛律丰洛担心突厥有诈，就宣示说：“你们这些人此次来行，本来就不是为了通很而来，见机而变，不是出自本心。如果真有诚意，应该迅速回到你们的原有住处，另外派使者来。”突厥于是退走。天统（565年）元年夏五月，突厥木杆可汗派遣使者请求朝贡，斛律丰洛这才向朝廷汇报，从此突厥年年向北齐朝贡，斛律丰洛是有功的。齐后主诏令斛律丰洛出任行台右仆射。斛律丰洛认为北方少数民族屡次侵犯北齐边境，需要有所防备，自库堆戍向东到海滨，随着山势屈曲高低二千多里，其间两百多里中凡是有险要之地的，或是劈山筑城，或是截谷起障，一共设立了五十多个戍所。斛律丰洛又引高粱河向北流入易京，向东汇入潞水，用以灌溉田地。这样边境的储备获利，年年积攒军粮，减省漕运的费用，公私都获得收益。斛律丰洛又在幽州养马两千匹，部曲三千人，用以防备边境，突厥人称斛律丰洛是南面可汗。天统元年（565年）六月，斛律金去世，斛律丰洛为父亲守丧而离职，很快与哥哥斛律光一起被朝廷起复，回到幽州镇守。天统三年（567年），斛律丰洛加特进。天统四年（568年），斛律丰洛升任幽州道行台尚书令，别封高城县侯。
武平元年（570年），斛律丰洛加骠骑大将军。当时斛律光之子斛律武都为兖州刺史。斛律丰洛侍奉几位皇帝，都以谨慎公正受到推重，虽然家族受到很大的荣宠，但斛律丰洛不以功自傲，这时反以全家族的贵盛而深深担忧。斛律丰洛上书请求解除职务，齐后主下诏书褒美嘉奖，不同意斛律丰洛辞职。斛律丰洛进爵荆山郡开国公，食邑两千户，又进爵为荆山郡王，出任行台录尚书事。斛律丰洛担心有灾祸，派人骑骡子到邺城打探消息，每天都有音讯。过了两天派去邺城的使者没有回来，家里的人乞求斛律丰洛平安无事。又有家里人梦见戴着枷锁，就劝斛律丰洛赶紧投奔突厥，斛律丰洛不同意，请人占梦，占卜的人说：“枷是加官的意思，锁是锁住吉利的意思。”
武平三年（572年）七月，斛律光被诛杀，齐后主又敕令中领军贺拔伏恩等十余人乘驿车去捉拿斛律丰洛。齐后主又派遣领军大将军鲜于桃枝、洛州行台仆射独孤永业发动定州的骑兵和步兵作为后续部队推进，随即以独孤永业代任行台尚书令。武平三年七月廿五日（572年8月19日），贺拔伏恩等人到了幽州，守城门的人告诉斛律丰洛：“来的人内穿铠甲，马身有汗，应当关闭城门。”斛律丰洛说：“朝廷来使怎么能怀疑拒绝？”斛律丰洛就出城会见使者。贺拔伏恩上前紧扣斛律丰洛的手，将他抓捕，在长史大厅上将他处死，斛律丰洛时年虚岁五十五。斛律丰洛对妻子说：“你启奏太后，我们兄弟都知道自己会死。”临终，斛律丰洛叹息说：“富贵如此，女儿为皇后，公主满家，常使三百士兵，怎么会不破家呢！”五个儿子斛律世达、斛律世迁、斛律世辩、斛律世酋、斛律伏护同时被处死，其余年龄在十五岁以下的儿子被赦免。这之前，斛律丰洛突然命令在幽州的儿子们从斛律伏护以下的五六人，锁着脖子乘驴出城，全家哭送到城门外，天色晚了才回来，州中官吏百姓无不惊异。代理燕郡太守马嗣明是位懂方术的人士，平时受到斛律丰洛的钦佩喜爱，就私下询问斛律丰洛这是什么缘故，斛律丰洛回答说：“将有灾祸，需要禳除的厌胜之术。”没几天就发生了斛律丰洛被杀的变故。
斛律丰洛和斛律光都是都擅长骑马射箭，他们年轻时射猎，父亲斛律金让子孙们一起射箭从而观察，斛律金哭着说：“明月、丰洛使用弓箭比不上我，孙子们使用弓箭又比不上明月和丰洛，家道衰败了。”斛律金每天都让斛律丰洛和斛律光出去打猎，回来后当面检查他们的猎物。斛律光有时候猎物较少，但每个猎物必定射中身体高突处直至腋窝的要害之处。斛律丰洛虽然猎物多，但射中的不是要害。斛律光经常受到父亲的奖赏，斛律丰洛有时免不了锤挞鞭打。有人问斛律金这是什么道理，斛律金回答说：“明月所射中的猎物必定是背部中箭，丰洛则是随处下手，猎获虽多，技术比哥哥差远了。”听说此事的人都佩服斛律金的这番话。
北周建德六年二月六日（577年3月10日），周武帝诏令赠予斛律丰洛兖豫信海四州刺史、浮阳郡开国公，食邑两千户，当年八月十九日（577年9月17日）葬于邺城西北十里。

## 名字
北京大学历史系教授罗新认为，《北齐书·卷七一》和《北史·卷五四》中都记载“羡，字丰乐”，而《北齐书》和《北史》除了这两处之外，对斛律丰乐都称字而不称名，可见斛律羡是以字行，北朝这种以字行的的历史现象，与胡族本名的译音关系很大，本质上反应了尚未完成汉化历程的北方社会的实际。斛律丰乐在某些史书记载中又被称为斛律丰洛，可见丰洛与丰乐同音，可以混用，而丰乐被更多更正式的使用，大概因为其字意可以贴近华夏传统中的“丰乐”一词。十六国北朝胡族姓名的译音，经此一种附会，本意渐隐，而益收文化认同之利。据北朝艺术研究院所收藏斛律丰洛墓志记载，斛律丰洛名丰洛，山西省北朝研究中心主任张庆捷教授认为墓志志文出自斛律家族，无疑更为可靠。

## 家庭

### 祖父
- 斛律那瑰，北魏侍中、司空公[1]

### 父亲
- 斛律金，北齐相国、忠武王[1]

### 兄弟姐妹
- 斛律光，北齐左丞相、咸阳王
- 斛律氏，嫁北齐仪同三司、雍郑义三州刺史、卫尉卿、兴乐县开国男叱列寔